# Пауль Компош
Пауль Компош (нім. Paul Komposch, нар. 13 травня 2001) — австрійський футболіст, захисник клубу «Гартберг». Виступав також за клуб «Штурм» (Грац). Володар Кубка Австрії.

## Ігрова кар'єра
Пауль Компош народився 2001 року, та є вихованцем футбольної школи клубу «Штурм» (Грац). У 2019 році розпочав грати за другу команду клубу «Штурм», а в 2020 році дебютував у основній команді клубу, проте за основну команду клубу до 2023 року зіграв лише 2 матчі, і більшість ігрового часу, проводив у другій команді клубу.
З 2023 року Компош грає у складі клубу «Гартберг» приєднався 2023 року. Станом на 9 травня 2025 року відіграв за команду з Гартберга 60 матчів в національному чемпіонаті.

## Титули і досягнення
- Володар Кубка Австрії (1):

«Штурм» (Грац): 2022–2023